# Zylinderputzer
Die Zylinderputzer (Callistemon) sind eine taxonomisch umstrittene Pflanzengattung innerhalb der Familie der Myrtengewächse (Myrtaceae). Sie stammt aus Australien. Wenige Arten und ihre Sorten werden als Zierpflanzen kultiviert. Der Trivialname Zylinderputzer, auch „Pfeifenputzer“ oder „Flaschenputzer“, bezieht sich auf die in zylinderförmigen Blütenständen angeordneten Blüten.

## Beschreibung

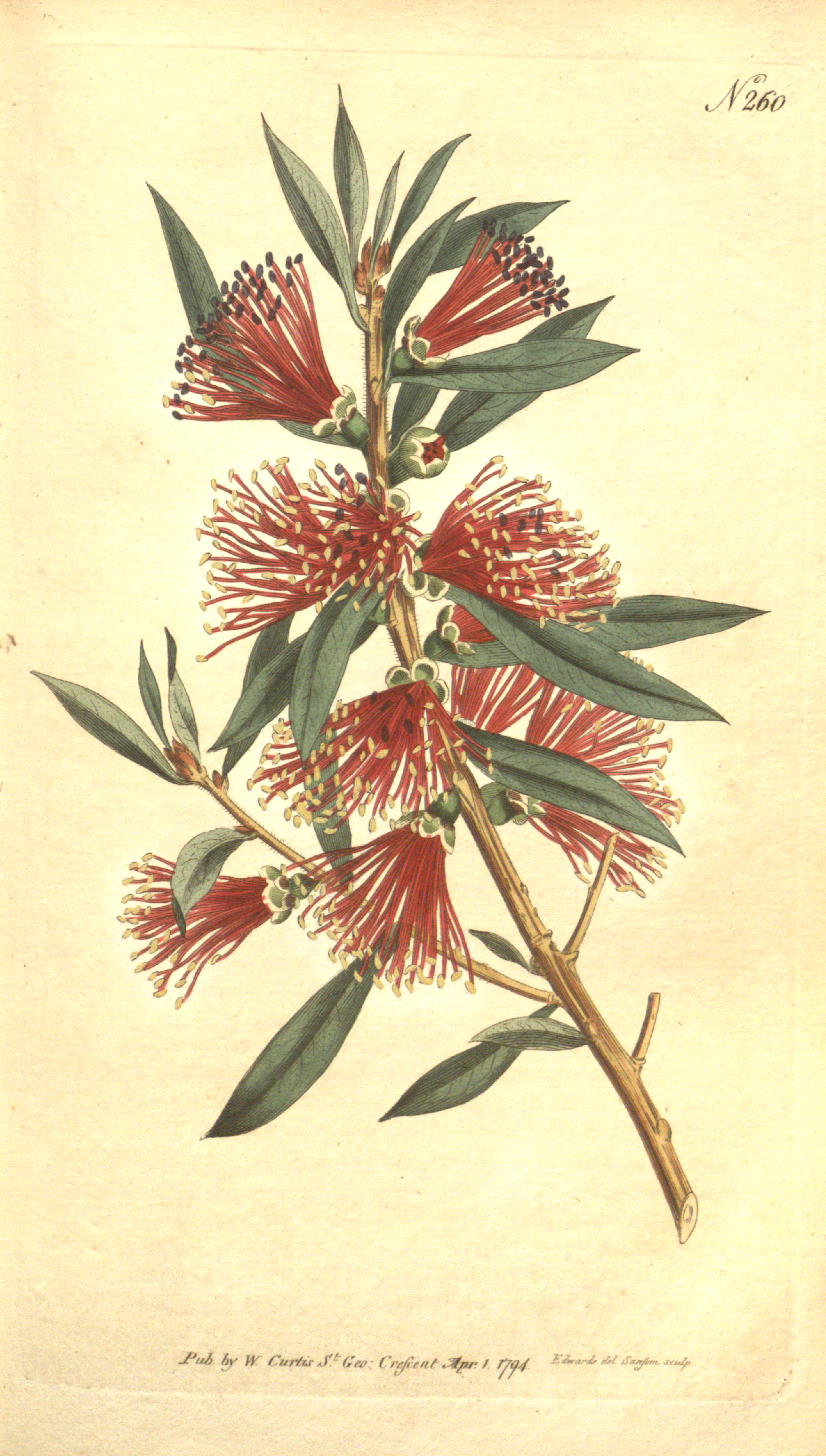
Illustration des Karminroten Zylinderputzer (Callistemon citrinus) aus The Botanical Magazine, Volume 8, 1794, Tafel 260

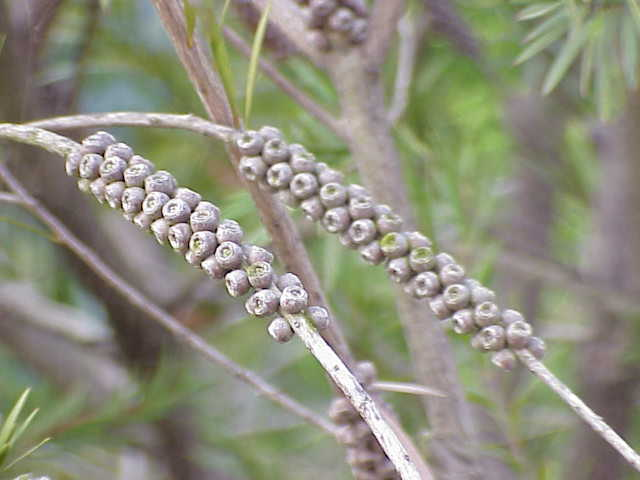
Alte Fruchtstände an weitergewachsenen Sprossachsen von Callistemon sieberi

### Vegetative Merkmale
Bei Callistemon-Arten handelt es sich um immergrüne kleine Bäume oder Sträucher. Viele Arten haben lange, leicht überhängende Zweige.
Die wechselständigen Laubblätter sind lanzettlich oder linealisch und stets ganzrandig. Sie enthalten viele ätherische Öle und duften beim Zerreiben leicht aromatisch. Oft stehen die Blätter so, dass sie der Sonne ihre Schmalseite zuwenden.

### Generative Merkmale
Die Blüten stehen in den Achseln von kleinen, dicht aufeinanderfolgenden Tragblättern. Die Blütenstandsachse setzt über dem Blütenstand ihre Entwicklung mit einer Reihe normaler Laubblätter fort. Nach einiger Zeit erscheint dann der nächste Blütenstand, oft noch, während die Früchte des alten Blütenstandes noch nicht reif sind.
Die Einzelblüten haben nur unauffällige Blütenhüllblätter, dafür sind die meist rot gefärbten und langen Staubblätter auffällig und stehen mehr oder weniger senkrecht von der Blütenstandsachse ab. Hierdurch entstehen zylinderförmige Blütenstände, die einer roten Flaschenbürste oder einem Zylinderputzer ähneln. Die Staubbeutel sind bei vielen Arten gelb. Wichtigster, und einziger verlässlicher morphologischer Unterschied zur Gattung Melaleuca ist: bei Callistemon stehen die Staubblätter einzeln und bis zum Grund getrennt. Bei den Melaleuca-Arten sind jeweils fünf am Grund miteinander verwachsen, oder sie bilden zumindest Bündel zu jeweils fünf aus.
Die stark verholzten, harten Kapselfrüchte enthalten viele winzige Samen.

## Ökologie
Die nektarreichen Blüten werden von Vögeln bestäubt, die sich an der Blütenstandsachse kurz unterhalb des Blütenstandes festhalten.
Die stark verholzten, harten Kapselfrüchte bleiben oft mehrere Jahre geschlossen und enthalten viele winzige Samen. Erst nach einem Buschbrand öffnen sich die Kapselfrüchte und entlassen die Samen (Pyrophyt).

## Standortbedingungen
Die meisten Arten wachsen an wasserreichen Orten, beispielsweise an Bächen oder an Stellen, die regelmäßig überflutet werden.

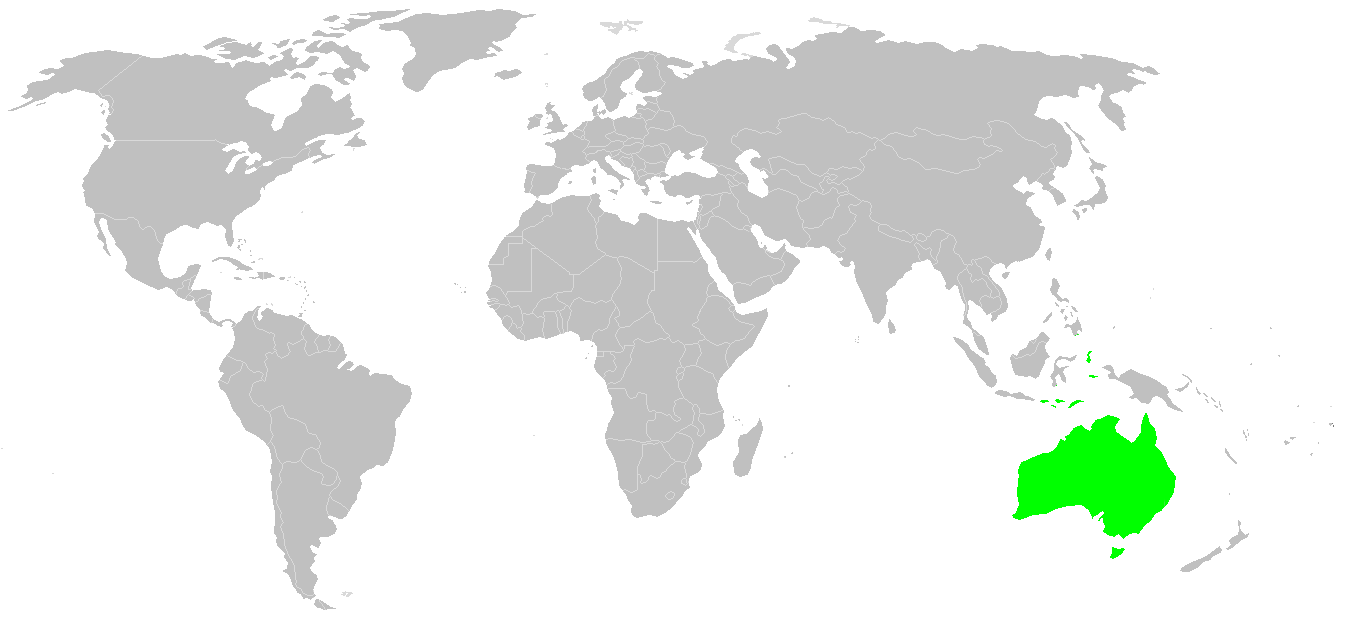
Verbreitungsgebiet der Gattung Callistemon

## Systematik und Verbreitung
Der Umfang der Gattungen Callistemon und Melaleuca L. wird kontrovers diskutiert.
Über die Anerkennung einer eigenständigen Gattung Callistemon bestehen zwischen verschiedenen australischen Botanikern Meinungsverschiedenheiten, die bis heute (Stand 2017) andauern. Während die Herbarien in New South Wales, Victoria, South Australia und Western Australia, wie auch die  Australian Native Plants Society weiterhin eine Gattung Callistemon anerkennen, betrachten die Herbarien in Queensland, Northern Territory, Australian Capital Territory und Tasmanien Callistemon als Synonym und Bestandteil einer weit gefassten Gattung Melaleuca. Die Befürworter einer Einbeziehung der Gattung erkennen nur noch eine, informelle, „Callistemon-Gruppe“ innerhalb der Gattung Melaleuca an, deren Vertreter in eine weit gefasste Gattung eingeschachtelt sind, so dass ihre Anerkennung die Gattung Melaleuca paraphyletisch machen würde.  Durch diese unbefriedigende Situation wurden in den Jahren seit 2006 etliche Arten unter zwei Namen geführt bzw. nach der Erstbeschreibung in einer davon in die jeweils andere umgruppiert. Im Australian Plant Census (APC) wird 2017 die Gattung Callistemon weiterhin anerkannt.
Die Zylinderputzer-Arten stammen aus Australien, besonders aus dem Osten und Südosten Australiens, wo sie von den Tropen bis in die gemäßigten Breiten vorkommen. Zwei Arten stammen aus dem südwestlichen Australien und vier aus Neukaledonien.

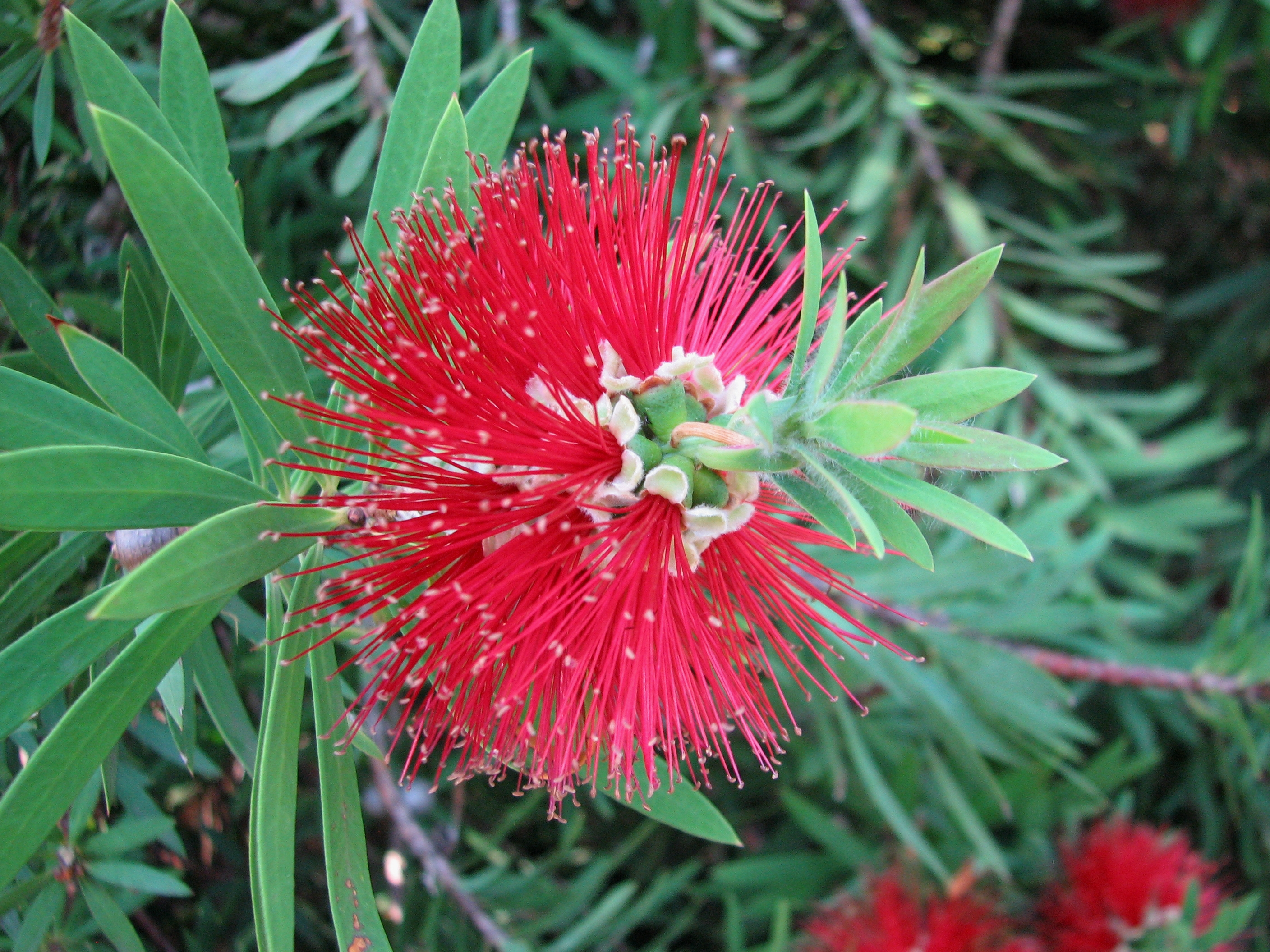
Blütenstand von Callistemon montanus

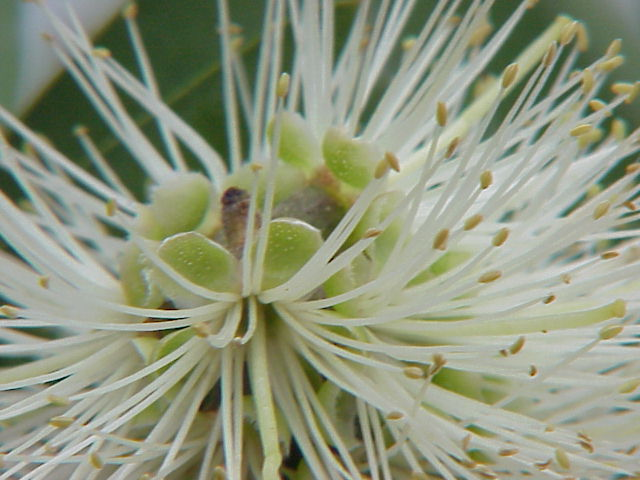
Detailansicht der Blüten von Callistemon pallidus

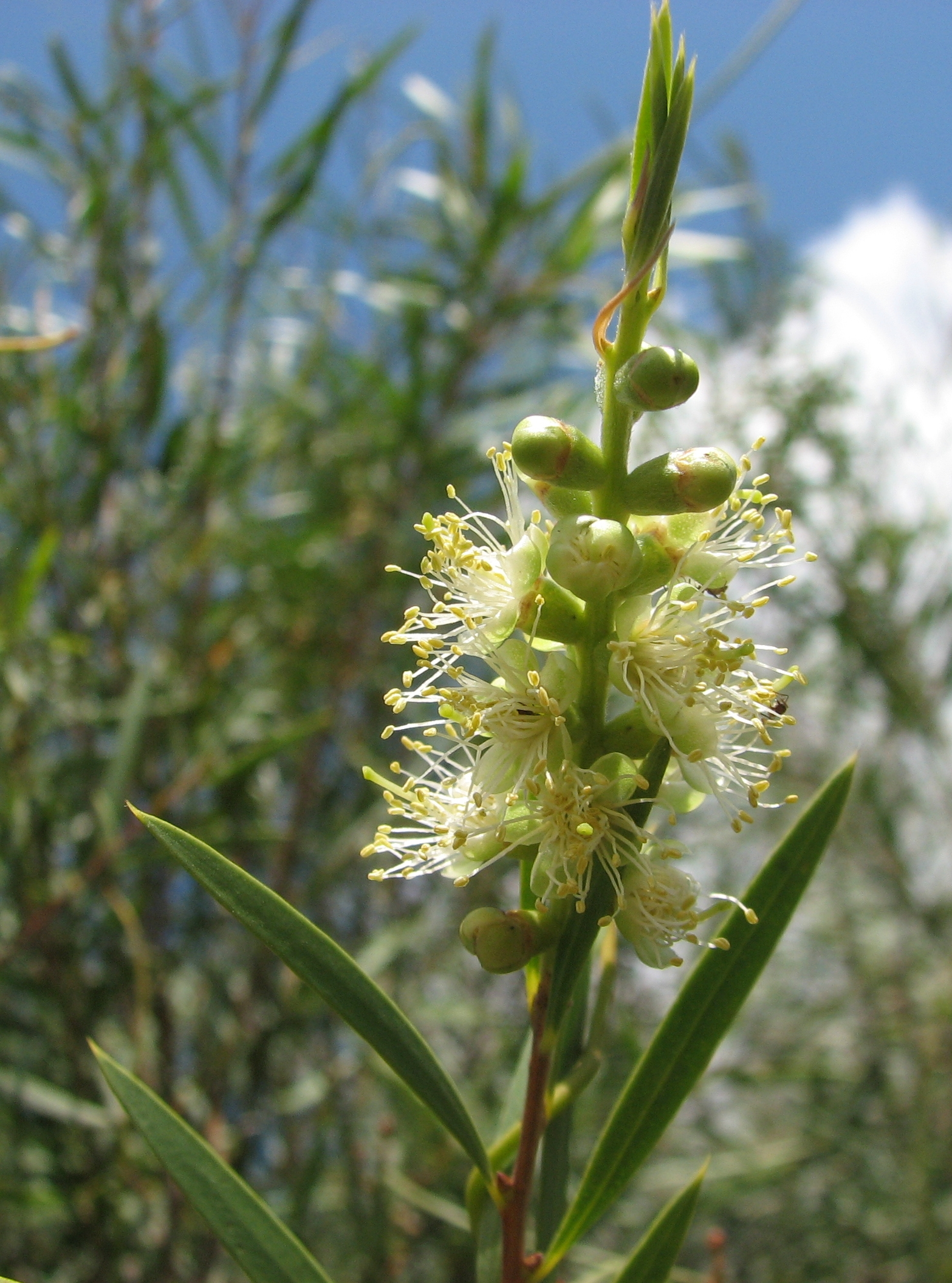
Blütenstand von Callistemon pauciflorus

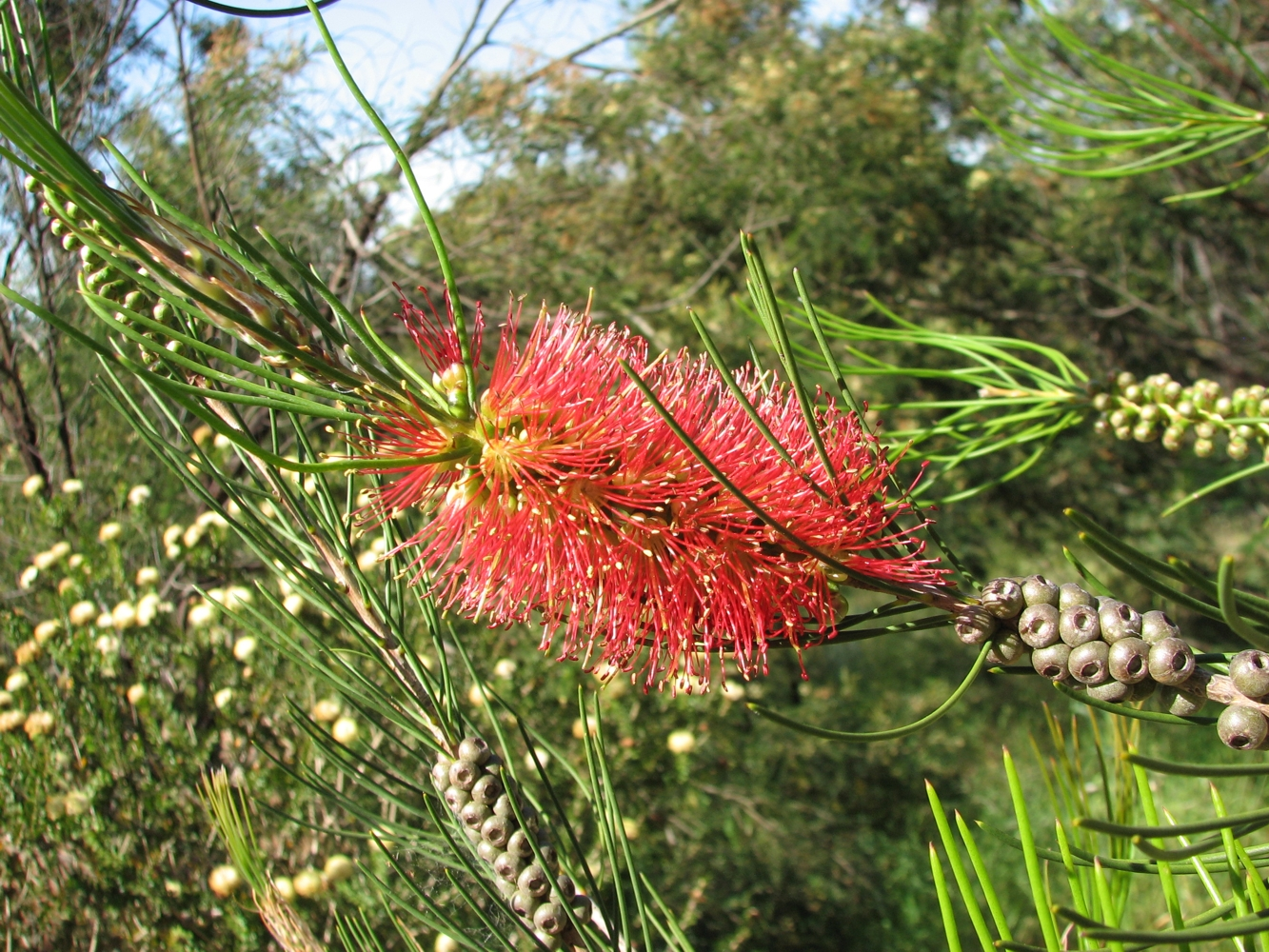
Blütenstand von Callistemon teretifolius

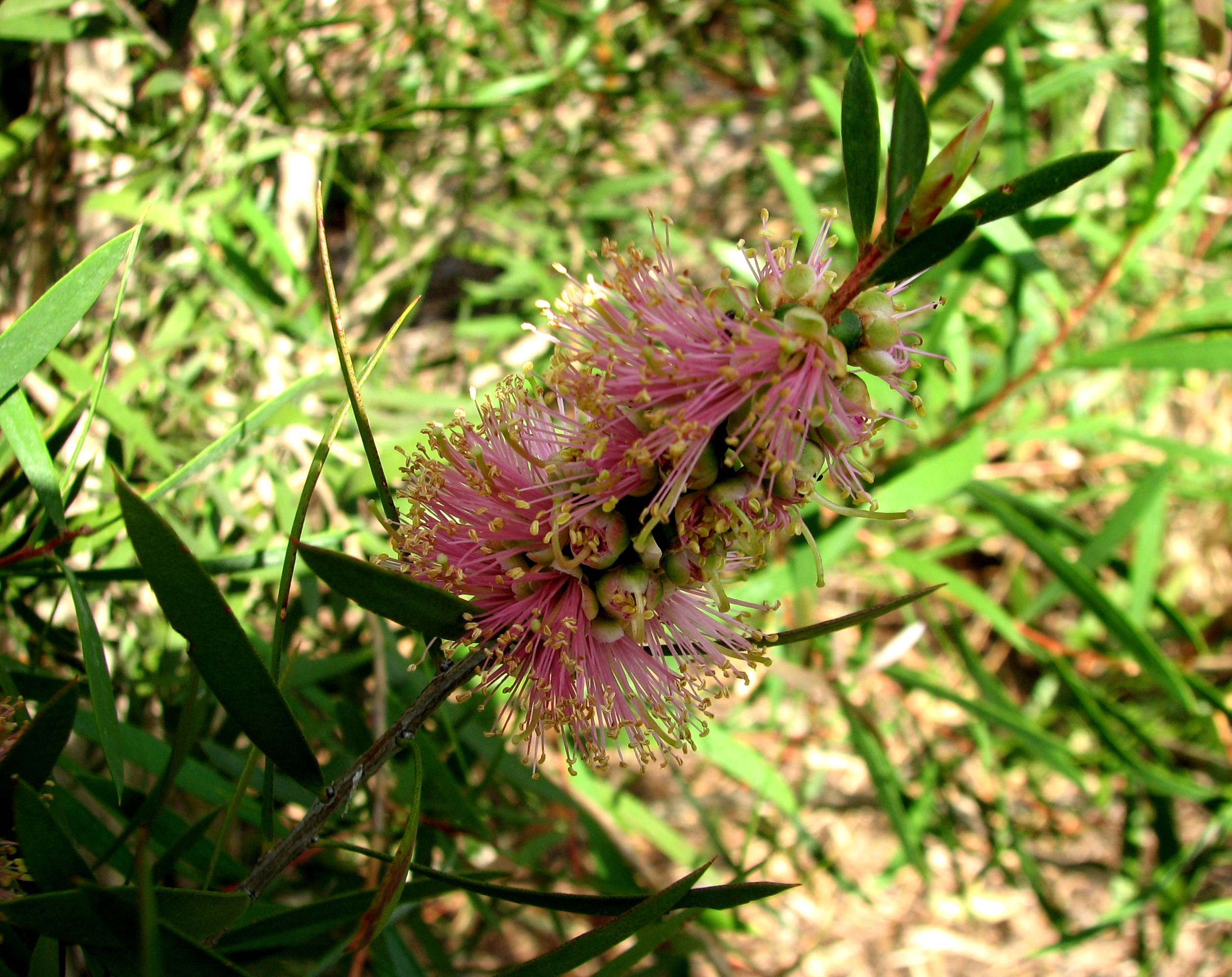
Blütenstand von Callistemon wimmerensis

Die Gattung Callistemon enthält (25 bis) etwa 37 Arten:
- Callistemon acuminatus Cheel (Syn.: Melaleuca flammea Craven): Dieser Endemit kommt in New South Wales nur in den südwestlichen Ebenen vor.
- Callistemon brachyandrus Lindl. (Syn.: Melaleuca brachyandra (Lindl.) Craven): Sie kommt im südöstlichen Australien vor.
- Callistemon chisholmii Cheel (Syn.: Melaleuca chisholmii (Cheel) Craven): Dieser Endemit kommt in Queensland nur in Mitchell vor.
- Karminroter Zylinderputzer (Callistemon citrinus (Curtis) Skeels, Syn.: Callistemon lanceolatus (Sm.) Sweet, Metrosideros citrina Curtis, Metrosideros lanceolata Sm.): Sie ist im östlichen sowie & südöstlichen Australien beheimatet. Ihre Sorten sind die häufigsten Zierpflanzen der Gattung.[7][8]
- Callistemon coccineus F.Muell.: Dieser Endemit kommt in Queensland nur in Darling Downs vor.
- Callistemon comboynensis Cheel (Syn.: Melaleuca comboynensis (Cheel) Craven): Sie kommt vom südöstlichen Queensland bis New South Wales vor.
- Callistemon flavovirens (Cheel) Cheel: Sie kommt vom südöstlichen Queensland bis New South Wales vor.
- Callistemon formosus S.T.Blake: Sie kommt in Queensland vor.
- Callistemon forresterae Molyneux: Sie kommt in Victoria vor.
- Callistemon genofluvialis Molyneux: Sie kommt in Victoria vor.
- Callistemon hemistictus (S.T.Blake ex Craven) Udovicic & R.D.Spencer: Sie kommt in Queensland vor.[6]
- Callistemon kenmorrisonii Molyneux: Sie kommt in Victoria vor.[6]
- Callistemon lanceolatus (Sm.) Sweet: Sie kommt in Queensland vor.[6]
- Callistemon lazaridis (Craven) Udovicic & R.D.Spencer: Die Heimat ist Queensland.[6]
- Callistemon linearifolius (Link) DC.: Sie kommt in New South Wales vor.[6]
- Callistemon linearis (Schrad. & J.C.Wendl.) Colv. ex Sweet (Syn.: Melaleuca linearis Schrad. & J.C.Wendl.): Die Heimat ist das südöstliche Queensland und New South Wales.[6]
- Callistemon macropunctatus (Dum.Cours.) Court (Syn.: Callistemon rugulosus (Link) DC., Melaleuca rugulosa (Link) Craven, Metrosideros rugulosus Link): Sie ist mit zwei Varietäten im südöstlichen Australien verbreitet.[6]
- Callistemon megalongensis (Craven & S.M.Douglas) Udovicic & R.D.Spencer: Sie kommt in New South Wales vor.[6]
- Callistemon montanus C.T.White ex S.T.Blake (Syn.: Melaleuca montana (C.T.White ex S.T.Blake) Craven): Sie kommt vom südöstlichen Queensland bis zum nordöstlichen New South Wales vor.[6]
- Callistemon montis-zamiae (Craven & S.M.Douglas) Udovicic & R.D.Spencer: Sie kommt nur in Queensland vor.[6]
- Callistemon nyallingensis Molyneux: Sie kommt nur in Victoria vor.[6]
- Callistemon pachyphyllus Cheel (Syn.: Melaleuca pachyphylla (Cheel) Craven): Sie kommt in drei Varietäten vom östlichen Queensland bis zum nordöstlichen New South Wales vor.[6]
- Callistemon pallidus (Bonpl.) DC. (Syn.: Melaleuca pallida (Bonpl.) Craven, Metrosideros pallida Bonpl.): Mit großen, grüngelben bis weißen Blüten. Sie kommt im östlichen und südöstlichen Australien vor.[6]
- Callistemon pauciflorus R.D.Spencer & Lumley: Sie kommt im Northern Territory in Australien vor.[6]
- Callistemon pearsonii R.D.Spencer & Lumley: Sie kommt nur in Queensland vor.[6]
- Callistemon phoeniceus Lindl. (Syn.: Melaleuca phoenicea (Lindl.) Craven): Sie kommt im westlichen Australien vor.[6]
- Callistemon phratra (Craven) Udovicic & R.D.Spencer: Sie kommt nur in Queensland vor.[6]
- Callistemon pinifolius (J.C.Wendl.) DC. (Syn.: Melaleuca linearis var. pinifolia (J.C.Wendl.) Craven, Metrosideros pinifolia J.C.Wendl.): Sie kommt nur in New South Wales vor.[6]
- Callistemon pityoides F.Muell. (Syn.: Callistemon sieberi auct., Melaleuca pityoides (F.Muell.) Craven): Sie kommt im südöstlichen Queensland und im nordöstlichen Victoria vor.[6]
- Callistemon polandii F.M.Bailey: Sie kommt nur in Queensland vor.[6]
- Callistemon pungens Lumley & R.D.Spencer: Sie kommt mit drei Unterarten von Queensland bis New South Wales vor.[6]
- Callistemon purpurascens S.M.Douglas & S.David: Sie kommt nur in den Blue Mountains, New South Wales vor.[9]
- Callistemon pyramidalis (Craven) Udovicic & R.D.Spencer: Sie kommt nur in Queensland vor.[6]
- Callistemon quercinus (Craven) Udovicic & R.D.Spencer: Sie kommt nur in Queensland vor.[6]
- Callistemon recurvus R.D.Spencer & Lumley:  Sie kommt im östlichen Australien vor.[6]
- Callistemon rigidus R.Br.: Sie kommt vom südöstlichen Queensland bis zum nordöstlichen New South Wales vor.[6]
- Callistemon sabrina (Craven) Udovicic & R.D.Spencer: Sie kommt nur in Queensland vor.[6]
- Callistemon salignus (Sm.) Sweet (Syn.: Melaleuca salicina Craven, Metrosideros saligna Sm., Callistemon roseus (Guilf.) Cheel): Sie kommt in Queensland und New South Wales vor.[6][10]
- Callistemon serpentinus (Craven) Udovicic & R.D.Spencer: Sie kommt nur in New South Wales vor.[6][10]
- Callistemon shiressii Blakely (Syn.: Melaleuca shiresii (Blakely) Craven): Sie kommt nur in New South Wales vor.[6]
- Callistemon sieberi DC. (Syn.: Callistemon salignus var. sieberi (DC.) F.Muell., Callistemon sieberi DC. var. sieberi, Callistemon salignus var. paludosus (F.Muell.) F.Muell., Callistemon paludosus F.Muell., Callistemon australis J.M.Black nom. inval., Callistemon salignus var. angustifolius Benth. nom. illeg., Callistemon salignus var. angustifolia Benth. orth. var., Melaleuca paludicola Craven): Sie kommt in South Australia, Queensland, New South Wales, Victoria sowie im Australian Capital Territory vor.[6][10]
- Callistemon subulatus Cheel: Sie kommt in New South Wales und in Victoria vor.[6][10]
- Callistemon teretifolius F.Muell. (Syn.: Melaleuca orophila Craven): Sie kommt in South Australia vor.[6][10]
- Callistemon viminalis (Sol. ex Gaertn.) G.Don in J.C.Loudon (Syn.: Metrosideros viminalis Sol. ex Gaertn., Melaleuca viminalis (Sol. ex Gaertn.) Byrnes, Callistemon viminalis (Sol. ex Gaertn.) G.Don in J.C.Loudon subsp. viminalis, Callistemon viminalis subsp. rhododendron (Craven) Udovicic & R.D.Spencer): Sie kommt von Western Australia, South Australia, Queensland bis New South Wales vor.[6][10]
- Callistemon viridiflorus (Sieber ex Sims) Sweet: Sie kommt nur in Tasmanien vor.[6][10][10]
- Callistemon wimmerensis Marriott & G.W.Carr: Sie kommt nur in Victoria vor.[6][10]